# Breitenau (Basse-Autriche)
Pour les articles homonymes, voir Breitenau.
Breitenau est une commune autrichienne du district de Neunkirchen en Basse-Autriche.